# Обезьянки и грабители
«Обезьянки и грабители» — советский мультфильм, третий из мультипликационной серии «Обезьянки». Музыку исполняет ансамбль «Машина времени».

## Сюжет
Обезьянки снова шалят в зоопарке, но неожиданно видят, как двое грабителей врываются в кондитерскую, и, угрожая пистолетами продавцу, собирают в большой мешок разные сладости. Обезьянки не могут смотреть равнодушно и потихоньку забираются к ним в машину. Мама в панике угоняет милицейский мотоцикл и бросается за ними вдогонку; милиционеры также пускаются в погоню. Обезьянки безобразничают в машине и приводят грабителей в состояние дезориентации, затем перехватывают руль машины, но неожиданно происходит столкновение с деревом. Лишённые масок грабители хватают мешок и убегают на катере. Обезьянки находят способ их догнать: они забираются на колесо машины и начинают грести. Они почти доплывают до катера, но из-за любопытства крохи колесо сдувается и тонет. Грабители торжествуют, вытаскивают якорь и прячут мешок с добычей в трюме. Уцепившись за якорь, обезьянки забираются на борт и прыгают в трюм.
Мама прыгает на борт катера и вступает в схватку с грабителями. Она с лёгкостью одолевает толстяка, но худой ловит её при помощи сети. Внезапно катер врезается в камень у берега, а из трубы выскакивают малыши-обезьянки с перемазанными чёрными лицами. Увидев их, грабители поднимают руки вверх и замирают. Увидев Маму, малыши бросаются к ней и начинают обниматься. Толстяк от растроганности пускает слезу, но малыши всё равно бросаются за ними вдогонку, теперь с сетью, которой ранее была поймана Мама. Грабители бегут к дороге, забираются в грузовик-фургон и начинают дразниться и показывать языки, не подозревая, что залезли в милицейский грузовик для преступников. Мама и малыши относят в кондитерскую мешок с украденными сластями, но продавец (вместе с Мамой) сразу падает в обморок, так как кроха всё уже съел.

## Создатели
| автор сценария             | Григорий Остер                                                                                               |
| кинорежиссёр               | Леонид Шварцман                                                                                              |
| художники-постановщики     | Татьяна Зворыкина, Леонид Шварцман                                                                           |
| кинооператор               | Майя Попова                                                                                                  |
| музыка                     | Андрея Макаревича, Александра Кутикова, Александра Зайцева в исполнении ансамбля «Машина времени»            |
| поёт                       | Оксана Шабина                                                                                                |
| звукооператор              | Борис Фильчиков                                                                                              |
| художники-мультипликаторы: | Татьяна Померанцева, Галина Зеброва, Виктор Арсентьев, Владимир Захаров, Александр Горленко, Дмитрий Куликов |
| художники:                 | Анна Атаманова, Ирина Троянова, Вера Харитонова, Ольга Павлова, В. Максимович, Сергей Маракасов              |
| ассистент режиссёра        | Галина Андреева                                                                                              |
| монтажёр                   | Ольга Василенко                                                                                              |
| редактор                   | Раиса Фричинская                                                                                             |
| директор съёмочной группы  | Любовь Бутырина                                                                                              |

## Фестивали и награды
- Первая премия на XVIII Всесоюзном кинофестивале в Минске

## Факты
- В титрах мультфильма написан 1985 год, но вышел мультфильм в 1987 году.
- Когда милицейская машина, преследующая преступников, останавливается у пешеходного перехода на красный сигнал светофора, мимо неё проходят воспитательница детского сада и ведомые ею малыши на верёвочке — главные герои первого мультфильма серии «Гирлянда из малышей».
- Переработанный сюжет этого мультфильма вошел в изданную в 1989 году повесть Григория Остера «Сказка с подробностями» (главы 34-41).